# Стандард Сити (Илиноис)
Стандард Сити (енгл. Standard City) град је у америчкој савезној држави Илиноис.

## Демографија
По попису из 2010. године број становника је 152, што је 14 (10,1%) становника више него 2000. године.
| Група             | 2000.       | 2010.       |
| Белци             | 137 (99,3%) | 142 (93,4%) |
| Афроамериканци    | 0 (0,0%)    | 3 (2,0%)    |
| Азијати           | 1 (0,7%)    | 2 (1,3%)    |
| Хиспаноамериканци | 0 (0,0%)    | 0 (0,0%)    |
| Укупно            | 138         | 152         |